# Ioannis Kotsiras
Ioannis Kotsiras (griechisch Ιωάννης Κώτσιρας, * 16. Dezember 1992 in Megalopoli) ist ein griechischer Fußballspieler.

## Karriere

### Verein
Seine Profilaufbahn begann Kotsiras 2011 bei Panarkadaikos in der dritten griechischen Liga. 2016 wechselte er zu Asteras Tripolis, wo er sich in seiner zweiten Saison als Stammspieler etablierte. Mit Tripolis nahm er in der Saison 2018/2019 an der UEFA Europa League teil und schied dort in der 2. Qualifikationsrunde gegen Hibernian Edinburgh aus.
Am 17. Juni 2021 gab Panathinaikos Athen die Verpflichtung von Kotsiras bekannt.

### Nationalmannschaft
Sein Debüt für die griechische Fußballnationalmannschaft gab Kotsiras am 30. Mai 2019. Gegner im Rahmen eines Freundschaftsspiels war die Mannschaft aus der Türkei.